# Єрмаковка (Алтайський район)
Єрмако́вка (каз. Ермаковка) — село у складі Алтайського району Східноказахстанської області Казахстану. Входить до складу Сєверного сільського округу.
Населення — 57 осіб (2021; 45 у 2009, 116 у 1999, 137 у 1989).
Національний склад станом на 1989 рік:
- росіяни — 71 %
- казахи — 25 %